# Harold, halt dich fest!
Harold, halt dich fest! (Original: Feet First) ist eine US-amerikanische Slapstickkomödie aus dem Jahre 1930 von Clyde Bruckman mit Harold Lloyd, der auch als Produzent verantwortlich zeichnete, in der Titelrolle. Dieser deutsche Titel nimmt besonders Bezug auf das letzte Viertel des turbulenten Films.

## Handlung
Der wenig selbstbewusste Harold Horne arbeitet als ehrgeiziger aber nicht allzu erfolgreicher Angestellter in einem Schuhgeschäft in Honolulu. Den Verkauf von Schuhen traut ihm hier jedoch niemand zu, und so sucht er nach neuen Wegen, sein unterentwickeltes Selbstbewusstsein endlich zu stärken, und sei es, in dem er entsprechende Aufbaukurse besucht. Als er eines Tages bei einem kleinen Auffahrunfall die mutmaßliche Tochter seines Chefs, Barbara, kennenlernt, will er sie unbedingt beeindrucken und schwindelt ihr vor, er sei steinreich und sehr erfolgreich im Ledergeschäft tätig. Harold ahnt nicht, dass Barbara lediglich die Sekretärin seines obersten Bosses Mr. Tanner ist, eines ruppigen Hire-and-Fire-Geschäftsmanns. Barbara lässt Harold vorerst in diesem Glauben. Fortan hat Horne alle Hände voll zu tun, seine wahren Lebensumstände zu verbergen, um sein Lügengebäude nicht zusammenfallen zu lassen. Harold Horne ist daher dazu verdammt, ständig die Fassade seines Erfolges aufrechtzuerhalten; sei es im Club, zu dem er eigentlich keine Zugangsberechtigung hat und wo er Barbara wiederbegegnet, sei es im Schuhgeschäft, wo er auch noch Mrs. Tanner, die quengelige Frau seines Bosses, zu bedienen hat, oder sei es auf einem nach Los Angeles ablegenden Schiff, wohin Harold eine Lieferung abgeben soll.
Auf diesem Passagierdampfer begegnet er nicht nur Barbara wieder, sondern ausgerechnet auch noch Mr. Tanner nebst dessen korpulenter Gattin. Die meint sofort, in Harold den linkischen Schuhverkäufer aus Honolulu wiederzuerkennen, doch Tanner selbst, der seit seiner Begegnung mit Harold im Club ebenfalls glaubt, dass Horne ein sehr erfolgreicher Geschäftsmann im Ledergeschäft sei, hält dies für unmöglich und meint, dass seine Frau schon mal gern Leute verwechsle. Als das Schiff ablegt, kommt Harold nicht mehr von Bord und muss nun mitreisen. In den kommenden Tagen hat er alle Hände voll zu tun, als blinder Passagier ohne Fahrkarte nicht entdeckt zu werden und sich ganz nebenbei auch noch zu verköstigen. Dabei ist ihm jedes Mittel recht: So stibitzt er beispielsweise für einen kleinen Hund gedachte Leckerlis vor Barbaras Nase. Schließlich wird er von drei Männern des Bordpersonals als blinder Passagier enttarnt, und Harold muss sich schnellstens verstecken. Er will gerade Barbara die Wahrheit sagen, da taucht erneut sein Boss Mr. Tanner auf. Der schimpft lautstark mit seiner Sekretärin, weil diese ein Gebot für einen Vertrag nicht rechtzeitig an den Chief of Ordnance in Los Angeles abgesetzt haben soll. Nun komme man zu spät mit dem Gebot, da das Schiff erst in ein paar Tagen anlegen werde. Tanner droht damit, Barbara zu feuern, sobald man an Land sei. Harold sieht endlich eine Gelegenheit zu zeigen, dass er alles für seine Angebetete tun würde. Er flieht vor den Schiffsoffizieren in den Postraum. Hier werden auf dem Schiff abgegebene Briefe abgestempelt und per Wasserflugzeug nach Los Angeles ausgeflogen. Harold krabbelt mit dem schriftlichen Gebot Tanners in einen der Postsäcke und landet so deutlich früher in Los Angeles als das Schiff.

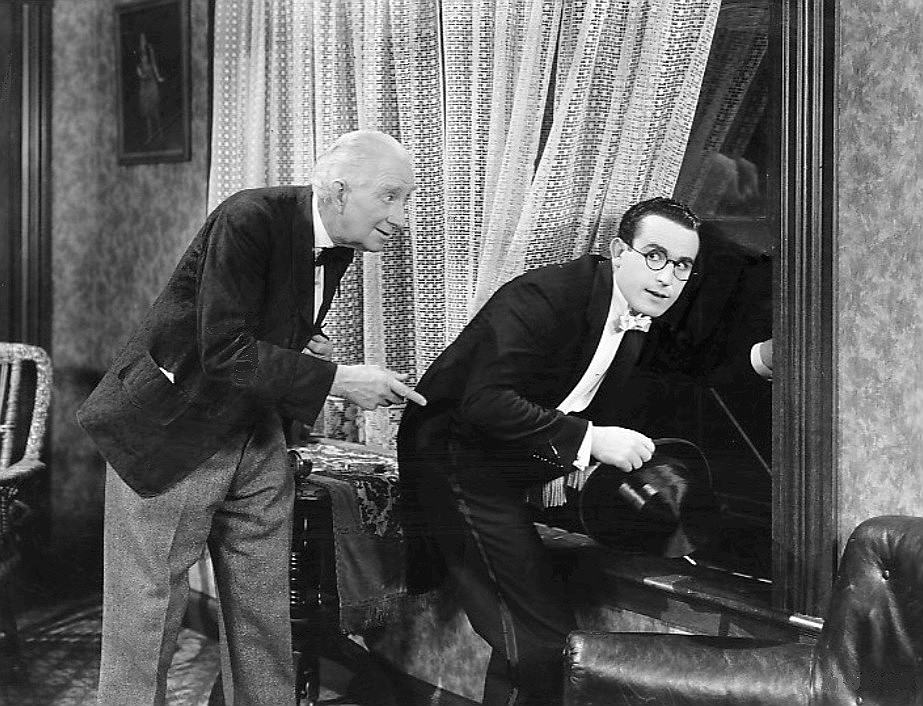
Alec Francis und Harold Lloyd in einer Szene

Durch ein Missgeschick vor dem Triangle Building, das die Postzentrale beherbergt, gerät der Postsack mit dem darin zappelnden Harold auf ein Baugerüst, das in die Höhe gezogen wird. Harold befreit sich mit einem Messer aus dem Sack und muss erkennen, dass er sich in luftiger Höhe befindet. Panisch strampelt er auf dem Gerüst herum, das immer instabiler wird. Schließlich hält er sich an einem Fenstervorsprung fest, wobei Harolds Finger eingeklemmt werden und er zeitgleich vom Gerüst fällt. Ich gelingt es, aufs Baugerüst zurückzuklettern. Kaum glaubt sich Harold sich gerettet, bringt eine nach außen geworfene Zigarre, die auf dem Gerüst landet, Horne neues Ungemach. Sich an die Hauswand festklammernd, versucht Harold endlich ins Gebäude zu gelangen und landet auf einer außen angebrachten Markise. Schließlich fällt ihm auch noch ein Maleimer auf den Kopf, so dass er vorübergehend nichts mehr sieht. Der Eimer fällt in die Tiefe, und es gelingt Harold, sich an etwas festzuhalten. Doch dabei handelt es sich um einen Feuerwehrschlauch der sich angesichts Hornes Zugdruck immer weiter von der Schlauchrolle löst. Als dann auch noch der schwarze Hausboy versehentlich das Wasser aufdreht, wird Harold, am Schlauch hängend, an der Hauswand hin- und hergeschleudert. Der Junge hackt, im Glauben, Harold damit zu helfen, mit einer Axt auf den Schlauch ein, und Horne stürzt in die Tiefe, erneut auf dem Baugerüst landend. Als Horne endlich eine Gelegenheit findet, durch ein offenes Fenster in das Gebäude hineinzugelangen, ist es diesmal ein ausgestopfter Gorilla, der ihm die Haare zu Berge stehen lässt. Harold erschreckt sich fast zu Tode. Wieder klammert er sich an das Gerüst und wird bis auf das Gebäudedach hochgezogen. Mit letzter Kraft klettert er hoch und fällt auf eine Flasche, aus der Äther herausfließt. Harold wird benommen und fällt erneut in die Tiefe. Nur Zentimeter über dem Fußgängersteig kommt Harold an – ein um seinen Fuß gewickeltes Tau hielt ihn vor dem tödlichen Aufprall fest. Nur wenige Minuten bleiben Harold, Tanners Gebot bei der Behörde abzugeben. Dies gelingt ihm. Jetzt ist auch der Weg frei für Harolds Glück mit Barbara.

## Produktionsnotizen
Lloyds zweiter Tonfilm, Harold, halt dich fest! entstand Mitte 1930 und wurde in New York am 30. Oktober 1930 uraufgeführt. Die deutsche Premiere erfolgte am 9. Juni 1931, die österreichische im selben Jahr. Dort lief der Streifen unter dem Titel Füße voran!. In Deutschland erhielt Harold, halt dich fest! bei der Wiederaufführung 1976 einen neuen Titel: Harold Lloyd – Der Traumtänzer. Am 7. September 1980 lief in Deutschland eine neu synchronisierte Fassung an.
Der zentrale Running Gag des Films ist ein Löffeltrick, der Harold Horne mehrfach einfach nicht gelingen will. In der Schlussszene, wo dieser endlich mit einer Schaufel anstatt eines kleinen Löffels klappt, folgt die Strafe auf dem Fuße: Die Schaufel schleudert in eine Tonne mit Farbe, die prompt herausspritzt und Harold und Barbara von oben bis unten einsaut.
Co-Star Barbara Kent war bereits im Vorgängerfilm Harold, der Drachentöter, Lloyds erstem Tonfilm, seine Partnerin.
Der Film soll, wie Der Spiegel ein halbes Jahrhundert behauptete, ein veritabler Misserfolg gewesen sein.„Mit dem „Traumtänzer“ allerdings erlebte Lloyd seinen ersten echten Absturz – an der Kinokasse. Das von der Wirtschaftskrise gebeutelte Kinopublikum konnte sich offensichtlich nicht mehr an den Eskapaden eines Mannes ergötzen, der aus unbeirrbarer Karrieresucht an den glänzenden Fassaden einer Welt herumturnte, die schon zusammengebrochen war.“

## Kritiken
Die Beurteilungen dieses Lloyd-Films, der 1930 mit der knalligen Schlagzeile „A thrill a minute! A laugh a second! A comedy cyclone!“ beworben wurde, fielen recht unterschiedlich aus. Nachfolgend einige Beispiele:
Das Fachblatt Variety urteilte 1930: „Dieser Lloyd war ein wenig überbemüht bei der Herstellung von Lachern, was wohl daran gelegen haben mag, dass er mal wieder von einer Hochhausfront herunterbaumelt“.
Mordaunt Hall von The New York Times verortete in Lloyds Film „eine weitere Fuhre an Gelächter“ und lobte Lloyds erneut waghalsige Stunts: Sie seien „sowohl haarsträubend als auch lustig“
Halliwell‘s Film Guide resümierte: „Sehr lustige frühe Tonfilmkomödie, wahrscheinlich der letzte vollständig zufriedenstellende Film des Komikers.“
Der Movie & Video Guide befand, der „episodenhafte Film“ habe „einige sehr lustige gute Momente“, aber seine gängige „Hängepartie-Nummer kommt nicht so richtig in die Gänge“.
Wolfram Tichy schrieb 1976 anlässlich der Wiederentdeckung Lloyds in einem längeren Artikel in der Zeit: „„Feet First“ (Der Traumtänzer) von 1930, der erste Tonfilm des großen Komikers mit der Brille, gehört trotz deutlicher Schwierigkeiten, mit dem damals neuen Medium zurechtzukommen, schon wegen seiner virtuosen Schlusspassage am Wolkenkratzer zu den komischsten Werken der Filmgeschichte.“
Im Filmdienst heißt es: „Eine etwas wortsteife Neusynchronisation der zweiten Tonfilmkomödie Harold Lloyds, die zwar nicht so konsequent aufgebaut ist wie der ähnlich gelagerte Ausgerechnet Wolkenkratzer!, dafür aber mit einer Fülle von typischen Lloyd-Situationen bester komischer Qualität entschädigt.“